# 東松山工業団地
東松山工業団地（ひがしまつやまこうぎょうだんち）は、埼玉県東松山市と比企郡滑川町にまたがる地域にある工業団地である。

## 概要
帝都防衛拠点の1つとして建設された旧陸軍「松山飛行場」の跡地に、1974年（昭和49年）に埼玉県企業局によって建設された約80ヘクタールの工業団地で、森林公園駅から徒歩圏、関越自動車道東松山ICからも近距離である。

## 主な企業
- クノールブレムゼステアリングシステムジャパン
- ボッシュ
- ヱスビー食品
- すかいらーく
- ブリヂストンフローテック
- オーネックス
- 城北伸鉄
- 大口製本印刷
- 大内製作所
- マサル工業
- 吉野プレス工場
- ヒガシヤデリカ
- ジャパンカーゴ
- エムエルエス（松屋フーズ）
- 学校給食
- 高橋精機
- 小島プレス
- マレリ (企業)
- 東京高圧
- 飯田製作所
- 東洋モートン
- ロジメイト
- 富士インク製造
- ヘンミ計算尺
- アースレイ
- 津田工業
- 埼玉ペイント
- 信越化学工業
- 応用光研工業
- 特殊バネ
- アリミノ

## アクセス
- 鉄道 - 東武鉄道東武東上線　森林公園駅北口から徒歩
- 道路 - 関越自動車道東松山ICより国道254号小川方面　5分